# Ива тонкосерёжчатая
И́ва тонкосерёжчатая, или Каратал (лат. Salix tenuijulis) — вид цветковых растений из рода Ива (Salix) семейства Ивовые (Salicaceae).

## Распространение и экология
В природе ареал вида охватывает Закавказье (Армения), Алтай и Среднюю Азию.
Произрастает по берегам водоёмов.

## Ботаническое описание
Высокий, иногда древовидный кустарник. Ветви прямые, раскидистые, желтовато-серые или красно-бурые; молодые побеги покрыты короткими прижатыми волосками; взрослые — голые.
Почки мелкие, яйцевидные, острые, прижатые, желтоватые или буроватые, голые. Прилистники мелкие, узколанцетные, мелкопильчатые, скоро опадающие. Листья обратно-ланцетные, продолговато-лопатчатые или линейно-ланцетные, длиной 3,5—7 см, шириной 0,5—1 см, к обоим концам суженные, заострённые, мелко и острозубчатые, к основанию цельнокрайные или до основания зубчатые, сверху светло-зелёные или желтовато-зелёные, снизу сизо или серо-зелёные, взрослые обычно с обеих сторон голые, молодые слегка коротко шелковисто-волосистые, на пушистых черешках длиной 2—5 мм
Серёжки боковые, густоцветковые, на короткой олиственной ножке, пестичные стройные, изогнутые, тонкоцилиндрические, длиной 2,5—3,5 мм, шириной 0,4—0,5 см. Прицветные чешуйки эллиптические или широко-ланцетные, жёлто-бурые, с более тёмной верхушкой, вначале волосистые, позже одноцветные и почти голые. Завязь сидячая или на короткой ножке, шелковистая; рыльце короткое, толстое, чёрно-бурое,, глубоко-раздельное; нектарник цельный, обрубленный, длиннее ножки.
Цветение в мае, одновременно с распусканием листьев или немного раньше. Плодоношение в июне.

## Таксономия
Вид Ива тонкосерёжчатая входит в род Ива (Salix) семейства Ивовые (Salicaceae) порядка Мальпигиецветные (Malpighiales).
|  |                                      |  |                                                             |                                                             |                  |  | ещё 36 семейств (согласно Системе APG II) | ещё 36 семейств (согласно Системе APG II) |                         |  |  |  | ещё более 500 видов |
|  |                                      |  |                                                             |                                                             |                  |  | ещё 36 семейств (согласно Системе APG II) | ещё 36 семейств (согласно Системе APG II) |                         |  |  |  | ещё более 500 видов |
|  |                                      |  |                                                             | порядок Мальпигиецветные                                    |                  |  |                                           |                                           | род Ива                 |  |  |  |                     |
|  |                                      |  |                                                             | порядок Мальпигиецветные                                    |                  |  |                                           |                                           | род Ива                 |  |  |  |                     |
|  | отдел Цветковые, или Покрытосеменные |  |                                                             |                                                             | семейство Ивовые |  |                                           |                                           | вид Ива тонкосерёжчатая |  |  |  |                     |
|  | отдел Цветковые, или Покрытосеменные |  |                                                             |                                                             | семейство Ивовые |  |                                           |                                           |                         |  |  |  |                     |
|  |                                      |  | ещё 44 порядка цветковых растений (согласно Системе APG II) | ещё 44 порядка цветковых растений (согласно Системе APG II) |                  |  |                                           | ещё около 57 родов                        | ещё около 57 родов      |  |  |  |                     |
|  |                                      |  |                                                             | ещё 44 порядка цветковых растений (согласно Системе APG II) |                  |  |                                           |                                           | ещё около 57 родов      |  |  |  |                     |